# J. Geils
John Warren Geils Jr. dit J. Geils est un guitariste américain de rock, né le 20 février 1946 à New York et mort le 11 avril 2017 à Groton.
Il est connu comme membre du groupe J. Geils Band.